# Čížkovice (nádraží)
Čížkovice jsou železniční stanice ve stejnojmenné obci v okrese Litoměřice, na tratích Lovosice–Postoloprty a Čížkovice–Obrnice. Provoz zde byl zahájen v roce 1882.

## Historie
Nádraží v Čížkovicích bylo zprovozněno 1882 pod správou Rakouské společnosti státní dráhy.
V roce 1900 vlastníci tratě zakládají akciovou společnost Brux-Lobositzer Verbindungsbahn/ Mostecko Lovosická spojovací dráha pro provozování.[zdroj?]
V roce 1918 provoz přebírá ČSD a v roce 1925 byla trať[která?] zestátněna.[zdroj?]
Stanice byla v letech 2018–2019 v rámci revitalizace trati v úseku Lovosice–Louny zmodernizována. Budova dostala novou fasádu a byla provedena výstavba nového nástupiště a osvětlení stanice.

## Popis stanice
Stanice je vybavena elektronickým stavědlem ESA 11, které je dálkově řízeno výpravčím z železniční stanice Lovosice. Ve stanici jsou dvě nástupiště, poloostrovní mezi dopravními kolejemi č. 1 a 2, dále pak vnější jednostranné u koleje č. 3. Ve stanici odbočuje vlečka Čížkovická cementárna.
Stanice je zařazena do integrovaného dopravního systému Ústeckého kraje (DÚK). Přístup do budovy nádraží a na nástupiště obsluhující první a druhou kolej je plně bezbariérový. U nádraží se nachází i parkoviště pro automobily.